# Shackleton (Mondkrater)
Shackleton ist ein Einschlagkrater auf der Mondvorderseite in unmittelbarer Nähe des Südpols des Mondes. Wegen seiner besonderen Lage sind einige Gipfel am Kraterrand dauernder Sonnenstrahlung ausgesetzt, während das Innere dauerhaft im Schatten liegt. Daher wurde der Krater als einer der möglichen Orte für die Errichtung einer Mondkolonie diskutiert, da auf den Gipfeln errichtete Solarmodule eine ständige Stromversorgung erlauben würden. Zudem wird vermutet, dass sich in der Kältefalle des Kraterinneren flüchtige Stoffe wie Wassereis angesammelt haben könnten.
Der Krater wurde 1994 von der IAU nach dem britischen Polarforscher Ernest Shackleton offiziell benannt.

## Trivia
In der US-Streamingserie For All Mankind (seit 2019) spielt der Krater eine Hauptrolle. In dieser Alternativweltgeschichte, die in den 1960ern beginnt, findet Apollo 15 dort Wassereis und sowohl die NASA als auch die Sowjets errichten am Krater ständige Mondstationen.